# João Miranda de Souza Filho
João Miranda de Souza Filho, mais conhecido apenas como Miranda (Paranavaí, 7 de setembro de 1984), é um  ex-futebolista brasileiro que atuava como zagueiro.

## Clubes

### Coritiba e Sochaux
Miranda foi formado como jogador nas categorias de base do Coritiba, onde se destacou na Copa São Paulo de Futebol Júnior de 2004. Sua qualidade e liderança fizeram Antônio Lopes, o então técnico coxa-branca, confiar em seu futebol para a disputa como titular da Copa Libertadores da América de 2004, quando também conquistou o título paranaense num clássico Atletiba decisivo em plena Arena da Baixada. Miranda fez 88 partidas pelo Coxa e marcou seis gols, até ser negociado em 27 de julho de 2005 com o Sochaux, da França.

### São Paulo

#### 2006
Miranda foi anunciado em 26 de agosto de 2006. No mesmo ano, o São Paulo conquistou o Campeonato Brasileiro de 2006.

#### 2007
Em 2007, ao lado dos zagueiros Breno e Alex Silva, formou uma sólida defesa no Campeonato Brasileiro que passou nove jogos consecutivos sem levar gols e foi vazada apenas 18 vezes em 38 partidas. Naquele ano, Miranda conquistou o título do Brasileirão com a defesa menos vazada do campeonato. Sendo assim, o bicampeonato do Tricolor.

#### 2008

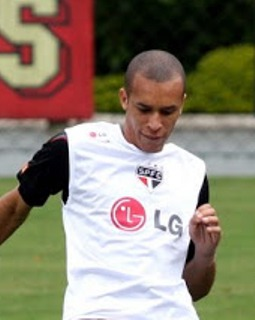
Miranda pelo São Paulo em 2009.

Em 2008, no segundo turno do Campeonato Brasileiro, formou ao lado dos zagueiros Rodrigo e André Dias um espetacular trio defensivo que ficou os últimos 18 jogos do campeonato invicto, conquistando o inédito tricampeonato brasileiro.

### Atlético de Madrid
No dia 7 de janeiro de 2011, Miranda assinou um contrato de três anos com o Atlético de Madrid, que começou a valer a partir de 1 de julho.
Sua estreia foi no dia 28 de julho, em uma partida da Liga Europa, onde sua equipe venceu o Strømsgodset, da Noruega, por 2 a 1. Neste jogo Miranda acabou sendo expulso. Seu segundo jogo também foi em uma Liga Europa, onde sua equipe venceu o Vitória de Guimarães, de Portugal, por 4 a 0.[carece de fontes?]

>

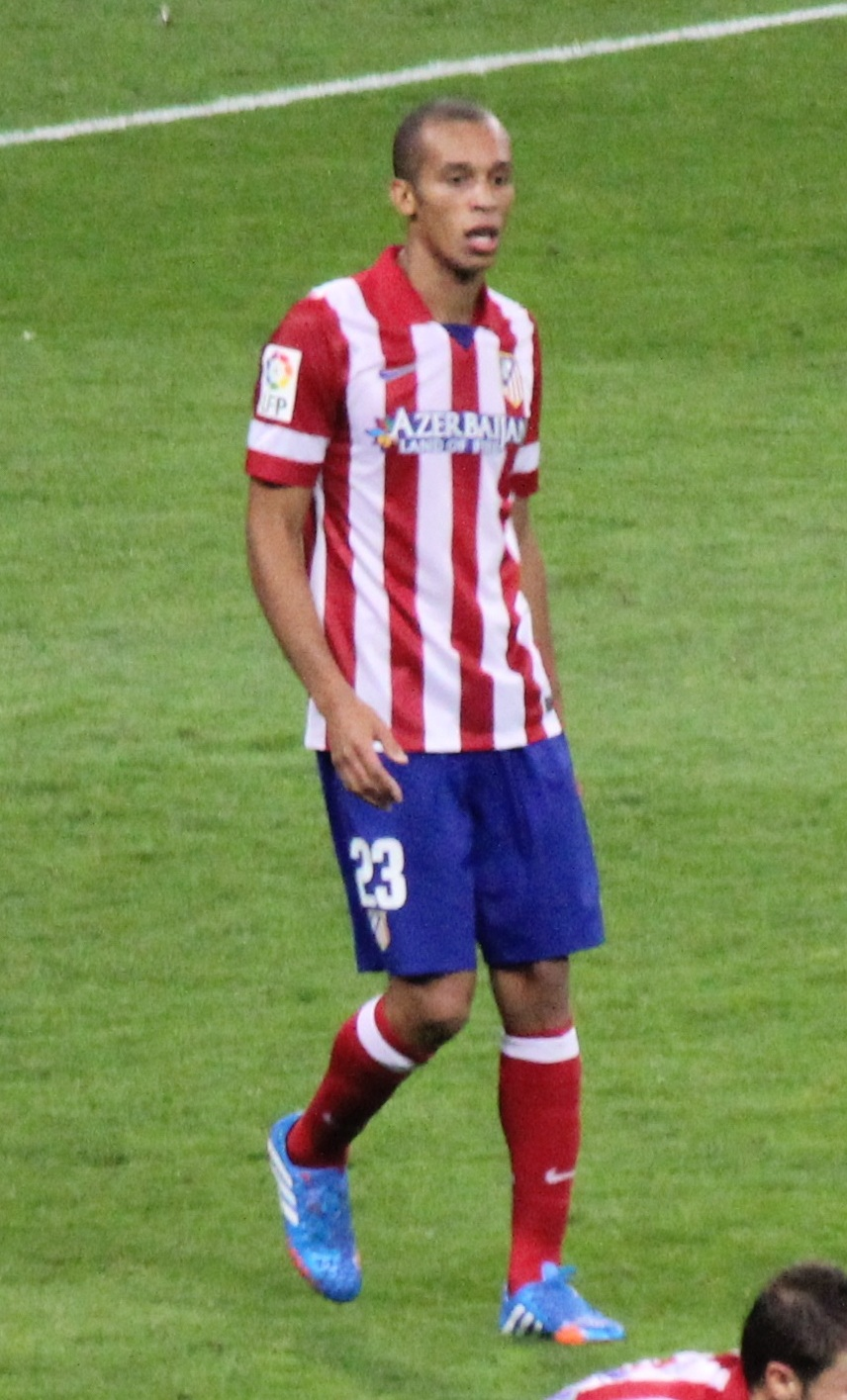
Miranda pelo Atlético de Madrid em 2013.

Na final da Copa do Rei da temporada 2012–13, no dia 17 de maio de 2013, Miranda marcou o segundo gol do Atlético sobre o rival Real Madrid que garantiu o títulos para os colchoneros. Este jogo também ficou marcado pela quebra de um tabu de quase 14 anos sem vitórias do Atlético de Madrid sobre o rival.
Obteve grande destaque por seu desempenho na temporada 2013–14, onde sagrou-se junto ao time campeão do Campeonato Espanhol, quebrando um ciclo de 9 temporadas de hegemonia entre Real e Barcelona. Além de fazer parte do elenco vice-campeão da Liga dos Campeões, perdendo na prorrogação para o próprio Real Madrid.

### Internazionale
Em 30 de junho de 2015, após a disputa da Copa América de 2015, Miranda acertou com Internazionale por cinco anos.

### Jiangsu Suning
Foi anunciado como reforço do Jiangsu Suning, da China, no dia 27 de julho de 2019. De acordo com o clube italiano, a rescisão de contrato ocorreu de forma consensual. Recebeu a camisa 13 no clube chinês.

### Retorno ao São Paulo

#### 2021
No dia 6 de março de 2021, antes do clássico San-São no Campeonato Paulista, o presidente do São Paulo, Julio Casares, confirmou a volta de Miranda ao clube, dez anos após a sua saída. Miranda assinou por um ano e oito meses. O zagueiro também interessava ao seu primeiro clube, o Coritiba, que desistiu das negociações após ouvir do jogador que priorizava um clube que disputasse a Copa Libertadores da América. Ele foi apresentado no dia 17 de março e recebeu a camisa 22.
Fez seu primeiro gol no seu retorno ao São Paulo em 2 de maio de 2021, no empate por 2 a 2 contra o Corinthians, no Clássico Majestoso válido pela 10a rodada do Campeonato Paulista. Miranda subiu e marcou de cabeça, após escanteio cobrado por Igor Gomes.
Ao fim do Campeonato Paulista, Miranda foi selecionado para o time da competição.
Miranda fez o seu jogo de número 300 com a camisa do São Paulo no dia 7 de novembro de 2021, contra o Fortaleza. Neste jogo, entrou para a lista de jogadores são-paulinos com mais atuações pelo clube no século XXI, ao lado de Reinaldo, Hernanes, Luís Fabiano e Rogério Ceni.

#### 2022
Em 2022, Miranda perdeu a titularidade e espaço no elenco do São Paulo com Rogério Ceni, entrando em poucos jogos e indo mal em sua maioria. Acabou perdendo o espaço no time titular para o jovem Diego Costa, que vinha se destacando muito.
Em 7 de abril, marcou de cabeça o segundo gol do São Paulo na vitória por 3x2 sobre o Ayacucho, válida pela 1ª rodada da Copa Sul-americana, após a cobrança de escanteio de Moreira.
Em 10 de novembro, anunciou sua saída do São Paulo.
Neste retorno ao clube ele fez 82 partidas, com 36 vitórias, 27 empates e 19 derrotas.

### Aposentadoria
No dia 11 de janeiro de 2023, Miranda, por meio do seu Instagram, anunciou a sua aposentadoria aos 38 anos.

## Seleção Brasileira

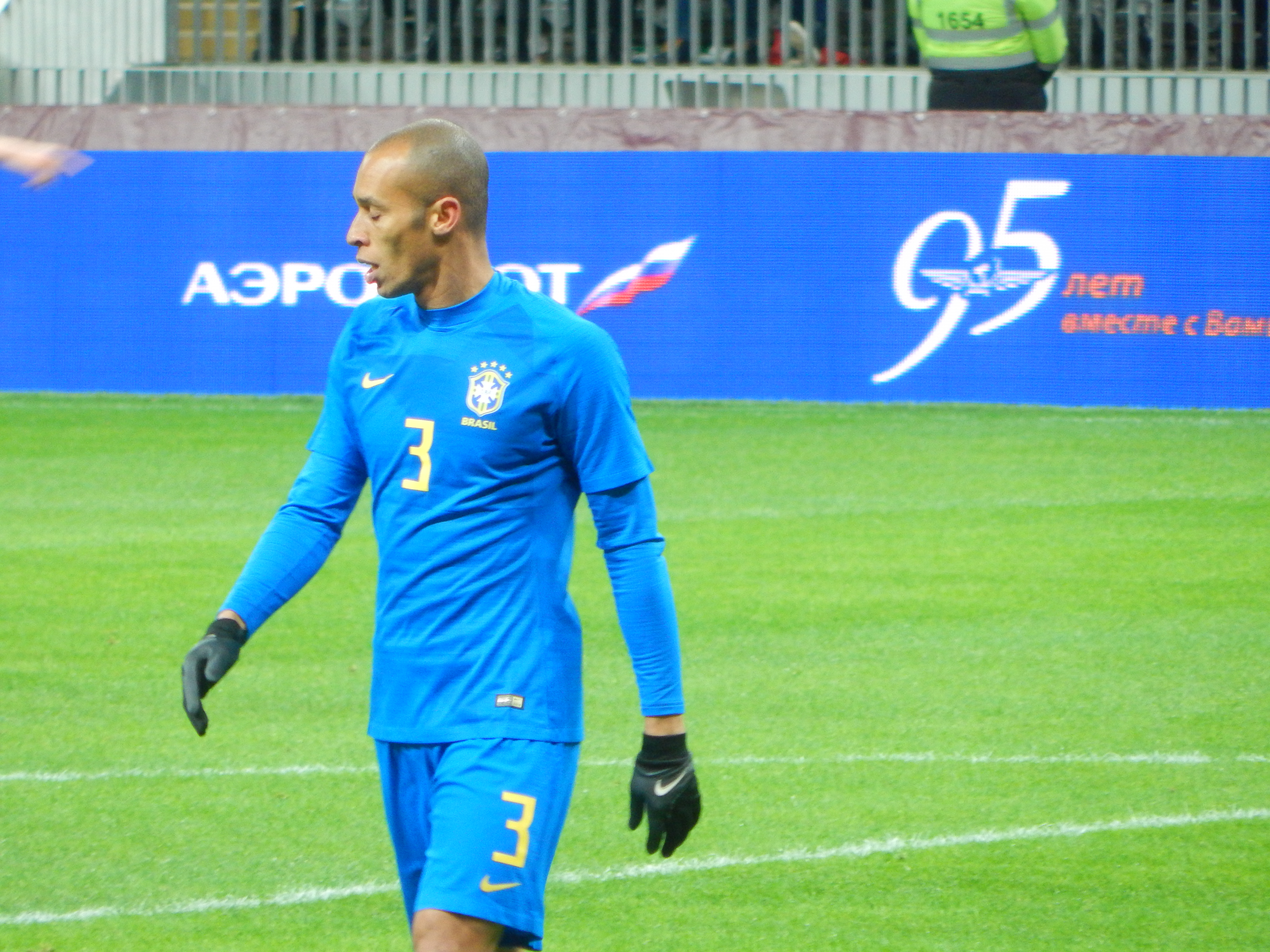
Miranda pela Seleção Brasileira em 2018.

Sua primeira convocação para a Seleção Brasileira foi no dia 20 de agosto 2007, para o amistoso contra a Argélia, junto com Thiago Silva e devido aos cortes de Lúcio e Luisão. Miranda, no entanto, acabou não atuando na vitória brasileira por 2 a 0.
Estreou no dia 1 de abril de 2009, contra o Peru, em partida válida pelas Eliminatórias da Copa do Mundo de 2010. Em 28 de maio de 2009, de última hora, foi convocado para a disputa da Copa das Confederações onde substituiu o zagueiro Alex, que havia se machucado. Participou da vitória sobre os Estados Unidos, na fase de grupos, adversário no qual a Seleção Brasileira sagrou-se campeã.
Em 22 de janeiro de 2013, Miranda foi convocado pela primeira vez desde 2009, antes de um amistoso contra a Inglaterra; foi o primeiro time a retornar com Luiz Felipe Scolari. Acabou não indo a Copa do Mundo FIFA de 2014, ficando na pré-lista.
Sob o comando do novo técnico Dunga, Miranda tornou-se titular regular na defesa brasileira, substituindo o ex-capitão Thiago Silva como parceiro defensivo de David Luiz. Com Dunga, integrou o elenco da Seleção nas disputas da Copa América de 2015 e da Copa América Centenário em 2016.
Em setembro de 2016, contra a Colômbia, marcou seu primeiro gol pela Seleção em jogo válido pelas Eliminatórias da Copa do Mundo FIFA de 2018. Foi convocado por Tite para a disputa da Copa do Mundo FIFA de 2018 e a Copa América de 2019.
No dia 27 de agosto de 2021, Miranda voltou a ser convocado para as partidas contra Chile, Argentina e Peru, pelas Eliminatórias da Copa do Mundo de 2022.
Miranda é o 7º zagueiro com mais jogos pela Seleção Brasileira.

## Estatísticas
Atualizadas até 25 de maio de 2021.[carece de fontes?]

### Clubes
| Clube              | Temporada         | Campeonato Nacional | Campeonato Nacional | Copa nacional | Copa nacional | Competições continentais¹ | Competições continentais¹ | Outros² | Outros² | Total | Total |
| Clube              | Temporada         | Jogos               | Gols                | Jogos         | Gols          | Jogos                     | Gols                      | Jogos   | Gols    | Jogos | Gols  |
| ------------------ | ----------------- | ------------------- | ------------------- | ------------- | ------------- | ------------------------- | ------------------------- | ------- | ------- | ----- | ----- |
| Atlético de Madrid | 2011–12           | 27                  | 1                   | 2             | 0             | 15                        | 1                         | 0       | 0       | 44    | 2     |
| Atlético de Madrid | 2012–13           | 35                  | 2                   | 7             | 1             | 3                         | 0                         | 1       | 1       | 46    | 4     |
| Atlético de Madrid | 2013–14           | 32                  | 2                   | 5             | 0             | 13                        | 2                         | 2       | 0       | 52    | 4     |
| Atlético de Madrid | 2014–15           | 23                  | 3                   | 3             | 0             | 8                         | 0                         | 2       | 0       | 36    | 3     |
| Atlético de Madrid | Total             | 117                 | 8                   | 17            | 1             | 39                        | 3                         | 5       | 1       | 178   | 13    |
| Internazionale     | 2015–16           | 32                  | 1                   | 2             | 0             | 0                         | 0                         | 0       | 0       | 34    | 1     |
| Internazionale     | 2016–17           | 32                  | 0                   | 1             | 0             | 3                         | 0                         | 0       | 0       | 36    | 0     |
| Internazionale     | 2017–18           | 31                  | 0                   | 0             | 0             | 0                         | 0                         | 0       | 0       | 31    | 0     |
| Internazionale     | 2018–19           | 14                  | 0                   | 1             | 0             | 5                         | 0                         | 0       | 0       | 20    | 0     |
| Internazionale     | Total             | 109                 | 1                   | 4             | 0             | 8                         | 0                         | 0       | 0       | 121   | 1     |
| Jiangsu Suning     | 2019              | 9                   | 1                   | 0             | 0             | 0                         | 0                         | 0       | 0       | 9     | 1     |
| Jiangsu Suning     | 2020              | 19                  | 1                   | 0             | 0             | 0                         | 0                         | 0       | 0       | 19    | 1     |
| Jiangsu Suning     | Total             | 28                  | 2                   | 0             | 0             | 0                         | 0                         | 0       | 0       | 28    | 2     |
| São Paulo          | 2006              | 14                  | 1                   | 0             | 0             | 0                         | 0                         | 0       | 0       | 14    | 1     |
| São Paulo          | 2007              | 35                  | 2                   | 0             | 0             | 11                        | 2                         | 18      | 0       | 64    | 4     |
| São Paulo          | 2008              | 24                  | 0                   | 0             | 0             | 10                        | 1                         | 19      | 0       | 53    | 1     |
| São Paulo          | 2009              | 28                  | 0                   | 0             | 0             | 6                         | 0                         | 15      | 1       | 49    | 1     |
| São Paulo          | 2010              | 27                  | 1                   | 0             | 0             | 11                        | 0                         | 19      | 1       | 57    | 2     |
| São Paulo          | 2011              | 0                   | 0                   | 6             | 0             | 0                         | 0                         | 17      | 1       | 23    | 1     |
| São Paulo          | 2021              | 0                   | 0                   | 0             | 0             | 3                         | 0                         | 7       | 1       | 10    | 1     |
|                    | Total             | 128                 | 4                   | 6             | 0             | 41                        | 3                         | 95      | 4       | 270   | 11    |
| Total na Carreira  | Total na Carreira | 382                 | 15                  | 27            | 1             | 88                        | 6                         | 99      | 5       | 597   | 54    |

¹Em competições continentais, incluindo jogos e gols da Copa Libertadores e Copa Sul-Americana.
²Em outros, incluindo jogos e gols pelo Campeonato Estadual.

### Seleção Brasileira
| Ano   |       |      |
| Ano   | Jogos | Gols |
| ----- | ----- | ---- |
| 2009  | 6     | 0    |
| 2013  | 1     | 0    |
| 2014  | 6     | 0    |
| 2015  | 14    | 0    |
| 2016  | 10    | 1    |
| 2017  | 6     | 0    |
| 2018  | 11    | 2    |
| 2019  | 4     | 0    |
| Total | 58    | 3    |

|      | Data                   | Local                                                     | Resultado | Adversário     | Gols | Competição                         |
| 2009 | 2009                   | 2009                                                      | 2009      | 2009           | 2009 | 2009                               |
| ---- | ---------------------- | --------------------------------------------------------- | --------- | -------------- | ---- | ---------------------------------- |
| 1.   | 1 de abril de 2009     | Estádio Beira-Rio, Porto Alegre, Brasil                   | 3–0       | Peru           | 0    | Elim. Copa do Mundo de 2010        |
| 2.   | 18 de junho de 2009    | Estádio Loftus Versfeld, Pretória, África do Sul          | 3–0       | Estados Unidos | 0    | Copa das Confederações de 2009     |
| 3.   | 12 de agosto de 2009   | A. Le Coq Arena, Tallinn, Estônia                         | 1–0       | Estónia        | 0    | Amistoso                           |
| 4.   | 9 de setembro de 2009  | Estádio Pituaçu, Salvador, Brasil                         | 4–2       | Chile          | 0    | Elim. Copa do Mundo de 2010        |
| 5.   | 11 de outubro de 2009  | Estádio Hernando Siles, La Paz, Bolívia                   | 2–1       | Bolívia        | 0    | Elim. Copa do Mundo de 2010        |
| 6.   | 14 de outubro de 2009  | Estádio Morenão, Campo Grande, Brasil                     | 0–0       | Venezuela      | 0    | Elim. Copa do Mundo de 2010        |
| 2013 |                        |                                                           |           |                |      |                                    |
| 7.   | 6 de fevereiro de 2013 | Estádio de Wembley, Londres, Inglaterra                   | 1–2       | Inglaterra     | 0    | Amistoso                           |
| 2014 |                        |                                                           |           |                |      |                                    |
| 8.   | 5 de setembro de 2014  | Sun Life Stadium, Miami, Estados Unidos                   | 1–0       | Colômbia       | 0    | Amistoso                           |
| 9.   | 9 de setembro de 2014  | MetLife Stadium, Nova Jersey, Estados Unidos              | 1–0       | Equador        | 0    | Amistoso                           |
| 10.  | 11 de outubro de 2014  | Ninho de Pássaro, Pequim, China                           | 2–0       | Argentina      | 0    | Superclássico das Américas de 2014 |
| 11.  | 14 de outubro de 2014  | National Stadium, Singapura, Singapura                    | 4–0       | Japão          | 0    | Amistoso                           |
| 12.  | 12 de novembro de 2014 | Estádio Şükrü Saraçoğlu, Istambul, Turquia                | 4–0       | Turquia        | 0    | Amistoso                           |
| 13.  | 18 de novembro de 2014 | Ernst-Happel-Stadion, Viena, Áustria                      | 2–1       | Áustria        | 0    | Amistoso                           |
| 2015 |                        |                                                           |           |                |      |                                    |
| 14.  | 26 de março de 2015    | Stade de France, Paris, França                            | 3–1       | França         | 0    | Amistoso                           |
| 15.  | 29 de março de 2015    | Emirates Stadium, Londres, Inglaterra                     | 1–0       | Chile          | 0    | Amistoso                           |
| 16.  | 7 de junho de 2015     | Allianz Parque, São Paulo, Brasil                         | 2–0       | México         | 0    | Amistoso                           |
| 17.  | 10 de junho de 2015    | Beira-Rio, Porto Alegre, Brasil                           | 1–0       | Honduras       | 0    | Amistoso                           |
| 18.  | 14 de junho de 2015    | Municipal Germán Becker, Temuco, Chile                    | 2–1       | Peru           | 0    | Copa América de 2015               |
| 19.  | 17 de junho de 2015    | Monumental David Arellano, Santiago, Chile                | 0–1       | Colômbia       | 0    | Copa América de 2015               |
| 20.  | 21 de junho de 2015    | Monumental David Arellano, Santiago, Chile                | 2–1       | Venezuela      | 0    | Copa América de 2015               |
| 21.  | 27 de junho de 2015    | Municipal de Concepción, Concepción, Chile                | 1–1       | Paraguai       | 0    | Copa América de 2015               |
| 22.  | 5 de setembro de 2015  | Red Bull Arena, Nova Jersey, Estados Unidos               | 1–0       | Costa Rica     | 0    | Amistoso                           |
| 23.  | 8 de setembro de 2015  | Gillette Stadium, Foxborough, Estados Unidos              | 4–1       | Estados Unidos | 0    | Amistoso                           |
| 24.  | 8 de outubro de 2015   | Nacional de Chile, Santiago, Chile                        | 0–2       | Chile          | 0    | Elim. Copa do Mundo de 2018        |
| 25.  | 13 de outubro de 2015  | Arena Castelão, Fortaleza, Brasil                         | 3–1       | Venezuela      | 0    | Elim. Copa do Mundo de 2018        |
| 26.  | 13 de novembro de 2015 | Monumental de Núñez, Buenos Aires, Argentina              | 1–1       | Argentina      | 0    | Elim. Copa do Mundo de 2018        |
| 27.  | 17 de novembro de 2015 | Arena Fonte Nova, Salvador, Brasil                        | 3–0       | Peru           | 0    | Elim. Copa do Mundo de 2018        |
| 2016 |                        |                                                           |           |                |      |                                    |
| 28.  | 25 de março de 2016    | Arena Pernambuco, Recife, Brasil                          | 2–2       | Uruguai        | 0    | Elim. Copa do Mundo de 2018        |
| 29.  | 29 de março de 2016    | Defensores del Chaco, Assunção, Paraguai                  | 2–2       | Paraguai       | 0    | Elim. Copa do Mundo de 2018        |
| 30.  | 29 de maio de 2016     | Dick's Sporting Goods Park, Commerce City, Estados Unidos | 2–0       | Panamá         | 0    | Amistoso                           |
| 31.  | 12 de junho de 2016    | Gillette Stadium, Foxborough, Estados Unidos              | 0–1       | Peru           | 0    | Copa América de 2016               |
| 32.  | 1 de setembro de 2016  | Estádio Olímpico Atahualpa, Quito, Equador                | 3–0       | Equador        | 0    | Elim. Copa do Mundo de 2018        |
| 33.  | 6 de setembro de 2016  | Arena Amazônia, Manaus, Brasil                            | 2–1       | Colômbia       | 1    | Elim. Copa do Mundo de 2018        |
| 34.  | 6 de outubro de 2016   | Arena das Dunas, Natal, Brasil                            | 5–0       | Bolívia        | 0    | Elim. Copa do Mundo de 2018        |
| 35.  | 11 de outubro de 2016  | Estádio Metropolitano de Mérida, Mérida, Venezuela        | 2–0       | Venezuela      | 0    | Elim. Copa do Mundo de 2018        |
| 36.  | 10 de novembro de 2016 | Mineirão, Belo Horizonte                                  | 3–0       | Argentina      | 0    | Elim. Copa do Mundo de 2018        |
| 37.  | 16 de novembro de 2016 | Estádio Nacional do Peru, Lima                            | 2–0       | Peru           | 0    | Elim. Copa do Mundo de 2018        |
| 2017 |                        |                                                           |           |                |      |                                    |
| 38.  | 23 de março de 2017    | Estádio Centenario, Montevidéu                            | 4–1       | Uruguai        | 0    | Elim. Copa do Mundo de 2018        |
| 39.  | 28 de março de 2017    | Arena Corinthians, São Paulo                              | 3–0       | Paraguai       | 0    | Elim. Copa do Mundo de 2018        |
| 40.  | 31 de agosto de 2017   | Arena do Grêmio, Porto Alegre                             | 2–0       | Equador        | 0    | Elim. Copa do Mundo de 2018        |
| 41.  | 5 de outubro de 2017   | Estádio Hernando Siles, La Paz                            | 0–0       | Bolívia        | 0    | Elim. Copa do Mundo de 2018        |
| 42.  | 10 de outubro de 2017  | Allianz Parque, São Paulo                                 | 3–0       | Chile          | 0    | Elim. Copa do Mundo de 2018        |
| 43.  | 14 de novembro de 2017 | Estádio de Wembley, Londres                               | 0–0       | Inglaterra     | 0    | Amistoso                           |
| 2018 |                        |                                                           |           |                |      |                                    |
| 44.  | 23 de março de 2018    | Estádio Lujniki, Moscou                                   | 3–0       | Rússia         | 1    | Amistoso                           |
| 45.  | 27 de março de 2018    | Estádio Olímpico de Berlim, Berlim                        | 1–0       | Alemanha       | 0    | Amistoso                           |
| 46.  | 3 de junho de 2018     | Anfield, Liverpool                                        | 2–0       | Croácia        | 0    | Amistoso                           |
| 47.  | 10 de junho de 2018    | Ernst-Happel-Stadion, Viena                               | 3–0       | Áustria        | 0    | Amistoso                           |
| 48.  | 17 de junho de 2018    | Arena Rostov, Rostov do Don, Rússia                       | 1–1       | Suíça          | 0    | Copa do Mundo de 2018              |
| 49.  | 22 de junho de 2018    | Estádio Krestovsky, São Petersburgo                       | 2–0       | Costa Rica     | 0    | Copa do Mundo de 2018              |
| 50.  | 27 de junho de 2018    | Arena Otkrytie, Moscou                                    | 2–0       | Sérvia         | 0    | Copa do Mundo de 2018              |
| 51.  | 2 de julho de 2018     | Estádio de Samara, Samara                                 | 2–0       | México         | 0    | Copa do Mundo de 2018              |
| 52.  | 6 de julho de 2018     | Kazan Arena, Kazan                                        | 1–2       | Bélgica        | 0    | Copa do Mundo de 2018              |
| 53.  | 16 de outubro de 2018  | Cidade dos Esportes Rei Abdullah, Jidá                    | 1–0       | Argentina      | 1    | Amistoso                           |
| 54.  | 16 de novembro de 2018 | Emirates Stadium, Londres                                 | 1–0       | Uruguai        | 0    | Amistoso                           |
| 2019 |                        |                                                           |           |                |      |                                    |
| 55.  | 23 de março de 2019    | Estádio do Dragão, Porto                                  | 1–1       | Panamá         | 0    | Amistoso                           |
| 56.  | 5 de junho de 2019     | Estádio Mané Garrincha, Brasília                          | 2–0       | Catar          | 0    | Amistoso                           |
| 57.  | 9 de junho de 2019     | Estádio Beira-Rio, Porto Alegre                           | 7–0       | Honduras       | 0    | Amistoso                           |
| 58.  | 2 de julho de 2019     | Mineirão, Belo Horizonte                                  | 2–0       | Argentina      | 0    | Copa América de 2019               |

## Títulos
Coritiba
- Campeonato Paranaense: 2004

São Paulo
- Campeonato Brasileiro: 2006, 2007 e 2008
- Campeonato Paulista: 2021

Atlético de Madrid
- Liga Europa: 2011–12
- Supercopa da UEFA: 2012
- Copa do Rei: 2012–13
- La Liga: 2013–14
- Supercopa da Espanha: 2014

Jiangsu Suning
- Campeonato Chinês: 2020

Seleção Brasileira
- Copa das Confederações: 2009
- Superclássico das Américas: 2014 e 2018
- Copa América: 2019

### Prêmios individuais
- Bola de Prata: 2008, 2009
- Troféu Armando Nogueira - Melhor Zagueiro do Campeonato Brasileiro: 2009[45]
- Prêmio Craque do Brasileirão - Melhor Zagueiro: 2007, 2008, 2009, 2010
- Onze ideal do Campeonato Brasileiro: 2007, 2008, 2009 e 2010
- Onze ideal de Sul-Americanos na Europa: 2013–14, pelo MARCA
- Onze ideal do Campeonato Espanhol: 2013–14, pela UEFA [46]
- Top 3 - Melhor defensor da Espanha e da Liga Espanhola: 2014[47]
- Troféu Samba de Ouro: 2014 (2° lugar atrás de Neymar)
- Seleção do Campeonato Paulista: 2021